# Егоров, Никита Васильевич
Никита Васильевич Егоров (2 октября 1908, село Алексеевка Саратовской губернии, теперь Новобурашского района Саратовской области, Российская Федерация — 3 мая 1970, Москва) — советский военный деятель, политработник, генерал-полковник (1965), член Военного совета Одесского военного округа. Депутат Верховного Совета РСФСР 5-7-го созывов.

## Биография
Родился в крестьянской семье. Работал слесарем, председателем бюро Астраханского пролетарского студенчества.
Член ВКП(б) с 1929 года.
В 1935 году окончил Средневолжский индустриальный институт в городе Куйбышеве.
Работал заведующим энергетического бюро Средне-Волжского края, заведующим промышленно-транспортного отдела Куйбышевского областного комитета ВКП(б).
В июне 1939 — апреле 1941 г. — секретарь Куйбышевского областного комитета ВКП(б) по кадрам.
5 апреля — 22 ноября 1941 г. — 2-й секретарь Куйбышевского областного комитета ВКП(б).
С 1941 года — в Красной армии, участник Великой Отечественной войны. В ноябре 1941 — сентябре 1942 г. — начальник Политического управления Сталинградского военного округа.
В сентябре 1942 — 1945 г. — начальник политического отдела 28-й армии. Воевал на Сталинградском, Южном, 4-м Украинском, 3-м Украинском, 1-м, 3-м Белорусском и 1-м Прибалтийском фронтах. В 1945 году работал начальником Политического управления 1-го Прибалтийского фронта.
В июле 1945 — мае 1946 г. — начальник Политического управления Прибалтийского военного округа. В мае 1946 — октябре 1947 г. — начальник Политического управления Тбилисского (Закавказского) военного округа. В октябре 1947 — 1950 г. — начальник Политического управления Московского военного округа.
В 1950 — 1952 г. — заместитель заведующего административного отдела ЦК ВКП(б). В 1952 — апреле 1953 г. — заведующий административного отдела ЦК КПСС.
С апреля 1953 года — начальник Политического управления Приволжского военного округа. В 1956 году окончил курсы усовершенствования политического состава при Военно-политической академии имени Ленина.
В ноябре — декабре 1956 г. — член Военного совета Одесского военного округа. В 1956 — августе 1958 г. — начальник Политического управления Южной группы войск.
В августе 1958 — январе 1966 г. — член Военного совета Московского военного округа.
В январе 1966 — апреле 1967 г. — заместитель начальника Главного политического управления Советской армии и Военно-морского флота.
В апреле 1967 — мае 1970 г. — член Военного совета — начальник Политического управления Ракетных войск Вооруженных сил СССР.
Похоронен на Новодевичьем кладбище в Москве, правая сторона 7 участка 10 ряд, рядом с ним похоронена жена Егорова Лариса Васильевна (1915-1984) - врач-гинеколог.

## Звания
- полковник
- генерал-майор (2.11.1944)
- генерал-лейтенант (18.02.1958)
- генерал-полковник (18.06.1965)

## Награды
- орден Ленина (1944)
- два ордена Красного Знамени (1943, 1968)
- орден Кутузова 2-й степени (1945)
- два ордена Красной Звезды (1943, 1956)
- медали